# NGC 1510
NGC 1510 é uma galáxia lenticular (S0) localizada na direcção da constelação de Horologium. Possui uma declinação de -43° 23' 59" e uma ascensão recta de 4 horas, 03 minutos e 32,5 segundos.
A galáxia NGC 1510 foi descoberta em 4 de Dezembro de 1836 por John Herschel.